# بوريلية
البوريلية (الاسم العلمي: Borreliaceae) هي فصيلة من البكتيريا تتبع رتبة الملتويات من طائفة الملتويانية.

## أجناس
- البوريليا
- العرفاء